# Зиу
Зи́у (осет. зиу, зеу) — осетинский обычай трудовой взаимопомощи в сельской общине.
Помощь в сельскохозяйственных, строительных и других трудоёмких работах оказывали бедным, сиротам, а также пострадавшим от падежа скота, стихийных бедствий: оползней, наводнений, схода лавин, засух. Зиу мог быть механизмом обустройства или обновления инфраструктуры, нужной для всего села — например, дороги или моста.
Зиу устраивали в выходной день, обыкновенно в субботу. Работа включала в себя объединяющие ритуалы — совместную трапезу и песнопения — и проходила в виде соревнования. Участники зиу (осет. зиууӕттӕ) стремились превзойти друг друга в работе, признанный победитель зиу пользовался уважением, его чествовали почётным бокалом на вечернем угощении, которое обычно завершало зиу. Соревнование могло устраиваться также между небольшими группами работников, тогда награда доставалась победившей группе.
Помимо трудовой помощи, пострадавшим дарили телят, коз, овец, домашнюю птицу.

## Современность
В 1899 году термином зиу в русском тексте своего открытого письма на страницах газеты «Казбек» воспользовался народный осетинский поэт Коста Хетагуров, призывая добровольцев на помощь пострадавшим от пожара в станице Черноярской (тогда выгорел 21 двор).
В 1914 году в газете «Кавказское слово» С. Каргинов рассказывает о помощи осетин семьям, оставшимся без кормильца в связи с началом войны:
Сами жители аулов... на широких началах выполняют в отношении к семьям военнослужащих так называемый обычай «зиу». По этому обычаю на обязанности жителей всего аула издревле лежит поддерживать существование тех бедняков — вдов, сирот, дряхлых стариков и старух в ауле, кои собственными силами не в состоянии добывать себе кусок хлеба.
Термин зиу продолжает использоваться в современных контекстах, например: зиу во Владикавказе по борьбе с амброзией, зиу в Осетинской слободе по уборке территории вокруг святилища, зиу в Цхинвале по уборке города после зимы и др.
Лучший традиционный обычай — зиу, пройдя тысячелетнее испытание жизнью, не только сохранился в нашем быту, но и является составной частью нашей общественной жизни. Он относится к числу тех прогрессивных национальных традиций, над которыми время не властно, которые служили прошлым, служат нынешним и будут служить грядущим поколениям.Л. А. Чибиров

## В культуре
Обычай зиу и соревновательный характер труда участников зиу упоминаются в популярной народной «Песне косарей» (осет. Хосдзауты зарӕг), иногда называемой «Песней участников зиу» (осет. Зиууӕтты зарӕг).
По сложившейся традиции «Песню косарей» исполняют болельщики футбольного клуба «Алания» для поддержки своей команды перед игрой на стадионе и на других событиях.